# Colț Alb (film din 1973)
Colț Alb (titlul original: în italiană Zanna Bianca) este un film de aventuri italian, realizat în 1973 de regizorul Lucio Fulci, 
după romanul omonim al scriitorului Jack London, protagoniști fiind actorii Franco Nero, Virna Lisi, Fernando Rey și John Steiner.

## Distribuție
- Franco Nero – Jason Scott
- Virna Lisi – sora Evangelina
- Fernando Rey – părintele Oatley
- John Steiner – „Beauty” Smith
- Carole André – Krista Oatley
- Raimund Harmstorf – Kurt Janssen
- Daniel Martín – Charlie
- Missaela Chiappetta – Mitsah
- Rick Battaglia – Jim Hall
- Daniele Dublino – Chester
- Maurice Poli – sergentul Mountie (Jachetele roșii)
- John Bartha – un Mountie
- Luigi Antonio Guerra – ajutorul lui Smith